# Булдига
Булди́га (рос. Булдыга, ерз. Булдыга) — село у складі Атюр'євського району Мордовії, Росія. Входить до складу Курташкинського сільського поселення.
Населення — 1 особа (2010; 4 у 2002).
Національний склад станом на 2002 рік:
- росіяни — 100 %